# Дорогино (Башкортостан)
Доро́гино (баш. Дорогино) — деревня в Уфимском районе Башкортостана, входит в состав Кирилловского сельсовета.
Официально образована в 2005 году; ранее входила в Шакшинский поссовет (в разные годы — Шакшинский сельсовет), расформированный в 1980 году, в связи с вхождением центра поссовета Шакши в состав города Уфы.

## География
Расположена возле автомагистрали М-5 «Урал». В деревне два водоёма, один из них — озеро Мартышкино.
Хотя Дорогино относится к Уфимскому району, фактически она находится в составе Уфы. Вокруг активно ведется малоэтажное строительство. Деревня обслуживается одним из уфимских городских отделений «Почты России» № 69.
От микрорайона Князево (деревня, вошедшая в жилмассив Шакша) идёт улица Кирова, в самом Князеве есть улица Дорогино.
Расстояние до районного центра (Уфа) — 27 км, центра сельсовета (Кириллово) — 4 км, ближайшей железнодорожной станции (Иглино) — 10 км.

## Население
| 2009 | 2010 | 2021  |
| ---- | ---- | ----- |
| 96   | ↗225 | ↗3113 |

## Религия
В деревне есть мечеть.

## Транспорт и образование
В деревне на улице шоссейная есть остановка общественного транспорта Уфы, также в старой части деревни есть две школьных остановки. В новой части деревни действуют детский сад и школа.